# Saint-Branchs (Fluss)
Der Saint-Branchs ist ein kleiner Fluss in Frankreich, der im Département Indre-et-Loire in der Region Centre-Val de Loire verläuft. Er entspringt beim Weiler La Basse-Cour, im nordwestlichen Gemeindegebiet von Le Louroux, entwässert generell in nördlicher Richtung und mündet nach rund 18 Kilometern im Gemeindegebiet von Veigné als linker Nebenfluss in die Indre.

## Bezeichnung des Flusses
Der Fluss ändert in seinem Verlauf mehrfach den Namen, wobei besonders im Oberlauf zwischen der Gewässerdatenbank sandre.fr und der Kartendarstellung bei geoportail.gouv.fr diverse Differenzen zwischen dem Verlauf des Hauptflusses und dem seiner Zuflüsse aufscheinen. Nach Angabe des Verlaufes in der Gewässerdatenbank sind folgende Bezeichnungen gegeben:
- Ruandon im Quellbereich
- Becquet unterhalb von Louans
- Ruisseau de Saint-Branchs im Gebiet von Saint-Branchs
- Ruisseau de Taffonneau im Mündungsabschnitt

## Orte am Fluss
(Reihenfolge in Fließrichtung)
- La Basse-Cour, Gemeinde Le Louroux
- La Séguinière, Gemeinde Louans
- Louans
- Ré, Gemeinde Saint-Branchs
- Saint-Branchs
- Veigné

## Sehenswürdigkeiten
- Manoire de la Belle Jonchère, Herrenhaus aus dem 16. Jahrhundert in Veigné – Monument historique[4]
- Château de Taffonneau, Schloss mit Ursprüngen aus dem 15. Jahrhundert in Veigné